# Kinga Kollárová
Kinga Kollárová (maďarsky Kollár Kinga; * 6. března 1978 Ostřihom) je maďarská ekonomka, politička a právnička, od července roku 2024 poslankyně Evropského parlamentu zvolená za stranu Respekt a svoboda (TISZA) a zasedající v parlamentní frakci Evropské lidové strany (EPP).

## Politická kariéra
Na jaře roku 2024 vyslyšela výzvu Pétera Magyara, místopředsedy strany Respekt a svoboda (TISZA), který skrze média hledal vhodné osobnosti, jež by kandidovali v evropských a komunálních volbách. Kinga Kollárová byla umístěna na 7. místo na kandidátní listinu strany TISZA pro eurovolby, ze které byla zvolena poslankyní Evropského parlamentu s mandátem do roku 2029.